# Glypta triangularis
Glypta triangularis là một loài tò vò trong họ Ichneumonidae.